# Канадско-сомалийские отношения
Канадско-сомалийские отношения — двусторонние дипломатические отношения между Канадой и Сомали.

## История
Канада впервые установила дипломатические отношения с Сомали в 1968 году. Впоследствии эти отношения были приостановлены после краха сомалийского правительства в 1991 году. После создания федерального правительства Сомали в 2012 году Канада восстановила дипломатические отношения с Сомали в 2013 году.
С 2014 года Канада поддерживает Сомали в её усилиях по наращиванию потенциала ключевых экономических институтов и разработке разумной макроэкономической политики через Целевой фонд для Сомали Международного валютного фонда.
С 2015 года Канада выделила более 4 млн. канадских $ на финансирование борьбы с терроризмом в Сомали и в Восточную Африку в целом, в частности, на борьбу с террористической группировкой «Харакат аш-Шабааб». Такие проекты были сосредоточены на наращивании потенциала сектора безопасности, включая обучение полиции и сотрудников службы безопасности, а также на предотвращении насильственного экстремизма и борьбе с ним.
В Канаде проживает одна из крупнейших в мире общин сомалийской диаспоры. Многие сомалийцы-канадцы имеют прочные связи с Сомали, а некоторые вернулись обратно на родину, чтобы занять руководящие должности в федеральных и региональных правительствах Сомали.
Канада является важным донором гуманитарной помощи в Сомали, реагируя на потребности, возникающие в результате десятилетий конфликта и отсутствия безопасности, а также хронических стихийных бедствий (включая засухи и наводнения). Гуманитарная помощь Канады направляется через агентства ООН и неправительственные организации, чтобы помочь в предоставлении жизненно важной помощи (включая продукты питания, воду и санитарию, медицинскую и нутритивную поддержку, убежище и защиту) наиболее уязвимым слоям населения Сомали. Так, в октябре 2013 года было объявлено об увеличении Канадой гуманитарной помощи Сомали. Тогда Канада объявила о выделении 6,02 млн. канадских $ на программы, направленные на ряд областей, включая безопасность, урегулирование конфликтов и права человека. 
В 2019 году Канада начала программу расширенного двустороннего сотрудничества с Сомали. Это расширенное сотрудничество направлено на улучшение здоровья женщин и девочек, а также на продвижение инклюзивного и прозрачного управления.
В начале 2019 года Канада начала программу расширенного двустороннего сотрудничества с Сомали. Это расширенное сотрудничество направлено на улучшение здоровья жителей Сомали женского пола, а также на продвижение инклюзивного и прозрачного управления.
В августе 2020 года было объявлено, что правительство Канады выделит 11 млн. канадских $ на поддержку правительства Сомали через ЮНФПА в рамках новой инициативы по укреплению сексуального и репродуктивного здоровья и прав путём усиления образования и практики акушерства. Сюда входит 1 млн. канадских $, выделенный на усиление ответных мер на пандемию COVID-19 для защиты медицинских работников и пациентов, проходящих лечение в медицинских учреждениях.

## Экономические отношения
Между странами присутствуют скромные торговые отношения. В 2018 году объём двусторонней торговли товарами составил 9,09 млн. канадских $. Основными экспортными товарами Канады в Сомали в 2017 году были автомобили и оборудование, машины, текстильные изделия, пластмассовые и резиновые изделия, а также специализированные инструменты. Импорт Канады из Сомали в 2017 году составил 0,3 млн. канадских $, включая химические продукты, овощные продукты, автомобили и оборудование, а также машины.